# Кракков
Кракков (нем. Krackow) — община в Германии, в земле Мекленбург-Передняя Померания.
Входит в состав района Иккер-Рандов. Подчиняется управлению Лёкниц-Пенкун. Население составляет 747 человек (2009); в 2003 г. — 671. Занимает площадь 44,04 км².
| Год  | Население |
| ---- | --------- |
| 1991 | 742       |
| 1995 | 697       |
| 2000 | 709       |
| 2005 | 789       |
| 2010 | 735       |